# Gößnitzkopf
Gößnitzkopf är en bergstopp i Österrike. Den ligger i distriktet Lienz och förbundslandet Tyrolen, i den centrala delen av landet. Toppen på Gößnitzkopf är 3 096 meter över havet.
Den högsta punkten i närheten är Roter Knopf, 3 280 meter över havet, 1,3 km norr om Gößnitzkopf.
Trakten runt Gößnitzkopf består i huvudsak av kala bergstoppar och isformationer.